# Valea Viilor
Valea Viilor es una comuna ubicada en el distrito de Sibiu, Rumania.

## Superficie
Posee una superficie de 44,16 kilómetros cuadrados.

## Demografía
Hasta 2021 la población era de 1962 habitantes, con una densidad de población de 44,43 habitantes por kilómetro cuadrado.